# Weinsuppe
La weinsuppe (lett. "zuppa di vino"), è una preparazione austriaca, tedesca e italiana di cui esistono diverse varianti.

## Storia
Si dice che le zuppe di vino esistessero già ai tempi dei Romani e dei Galati. Tomi come il Tegernseer Kochbüchlein del XV secolo e l'Ain künstlichs und nutzlichs Kochbuch del 1547, indicano che le zuppe con il vino fossero considerate un valido ricostituente per i malati e le puerpere.
Nei secoli seguenti si sono diffuse diverse varianti dell'alimento nelle aree di lingua tedesca.

## Diffusione

### Austria
In Austria esistono diverse tipologie di zuppe a base di vino. Ciò trova conferma nel Koch und Arzneybuch, edito in Austria nel 1688 e ove è descritta una zuppa con tuorlo, panna, macis e zafferano, così come il Vom Essen auf dem Lande (1982) di Franz Maier-Bruck, in cui sono descritte diverse ricette analoghe provenienti dal Burgenland, la Stiria e il Tirolo; tra quelle citate nel libro vi sono la steirische Weinsuppe e la burgenländische Weinsuppe, entrambe contenenti vino, tuorli d'uovo, cannella, zucchero e burro.

### Germania
La Weinsuppe dell'Alsazia-Lorena è una semplice minestra con vino bianco e brodo di pollo. Secondo quanto riporta The Flavor of Wisconsin, il piatto si sarebbe diffuso nel Wisconsin, negli Stati Uniti d'America, quando venne presentata da Mrs. Ronald Daggett, dopo che le venne tramandata da Catharina Hatch. Dopo aver vissuto nell'Alsazia Lorena, Hatch si sposò intorno al 1858 e si trasferì nel Milwaukee, dove visse per dieci anni. Secondo la tradizione di famiglia, Hatch preparò la ricetta per aiutare a guarire la moglie di un sindaco del Milwaukee, che soffriva di una grave malattia.
Lo scrittore tedesco F. Jürgen Herrmann descrive la Rheinische Weinsuppe, che viene addensata con l'amido e contiene i grießklößchen, ovvero grossi gnocchi di semola.

### Italia
La Terlaner Weinsuppe (lett. "zuppa di vino Terlano") altoatesina è una pietanza invernale con vino bianco Terlano, tuorli d'uovo, panna e pane raffermo imburrato e insaporito con la cannella. In alternativa al Terlano si possono usare il Pinot grigio o il Riesling.